# Herman F. Mark Division of Polymer Chemistry Award
Der Herman F. Mark Division of Polymer Chemistry Award ist ein Preis für Makromolekulare Chemie, der alle zwei Jahre seit 1976 von der Polymer Chemistry Division der American Chemical Society verliehen wird. Er ist mit 3000 Dollar dotiert und wird in ungeraden Jahren verliehen. Der Preis wird an Mitglieder der Polymer Chemistry Division der ACS  für besondere Forschungsleistungen und Beiträge zum Fortschritt der Polymerwissenschaften verliehen und ist seit 1989 nach dem früheren (1982) Preisträger Herman F. Mark benannt. Ursprünglich hieß er Division of Polymer Chemistry Award.
Er wird von Elsevier (als Herausgeber der Zeitschrift Polymer), Dow Chemical und der Polymer Chemistry Division der ACS gesponsert.
Die Muttergesellschaft ACS verleiht außerdem jährlich den ACS Award in Polymer Chemistry.

## Preisträger
- 1976 Paul Flory
- 1978 Carl S. Marvel
- 1980 Maurice L. Huggins
- 1982 Herman F. Mark
- 1984 John D. Ferry
- 1986 Charles G. Overberger
- 1988 Walter H. Stockmayer
- 1990 Michael M. Swarcz
- 1992 Edwin J. Vandenberg
- 1994 Harry R. Allcock
- 1996 James E. McGrath
- 1998 James Economy
- 2000 Murray Goodman, Robert H. Grubbs, Henry K. Hall, Robert Lenz, Leo Mandelkern, Otto Vogl
- 2002 William J. MacKnight
- 2005 Donald R. Paul
- 2007 Robert Langer
- 2009 Jean Fréchet
- 2011 Krzysztof Matyjaszewski
- 2013 Ken Wagener
- 2015 Timothy Lodge
- 2017 Edward T. Samulski
- 2019 Nicholas Peppas
- 2021 Kristi Anseth
- 2023 Robert Waymouth